# بيل كوغلين
بيل كوغلين (بالإنجليزية: Bill Coughlin)‏ هو لاعب كرة قاعدة أمريكي، ولد في 12 يوليو 1878 في سكرانتون في الولايات المتحدة، وتوفي بنفس المكان في 7 مايو 1943.

## وصلات خارجية
- بيل كوغلين على موقعبيزبول رفرنس.كوم (الدوري الرئيسي) (الإنجليزية)
- بيل كوغلين على موقعبيزبول رفرنس.كوم (الدوري الثانوي) (الإنجليزية)
- بيل كوغلين على موقع مشجعي الرسوم البيانية (الإنجليزية)